# The Washington Daily News

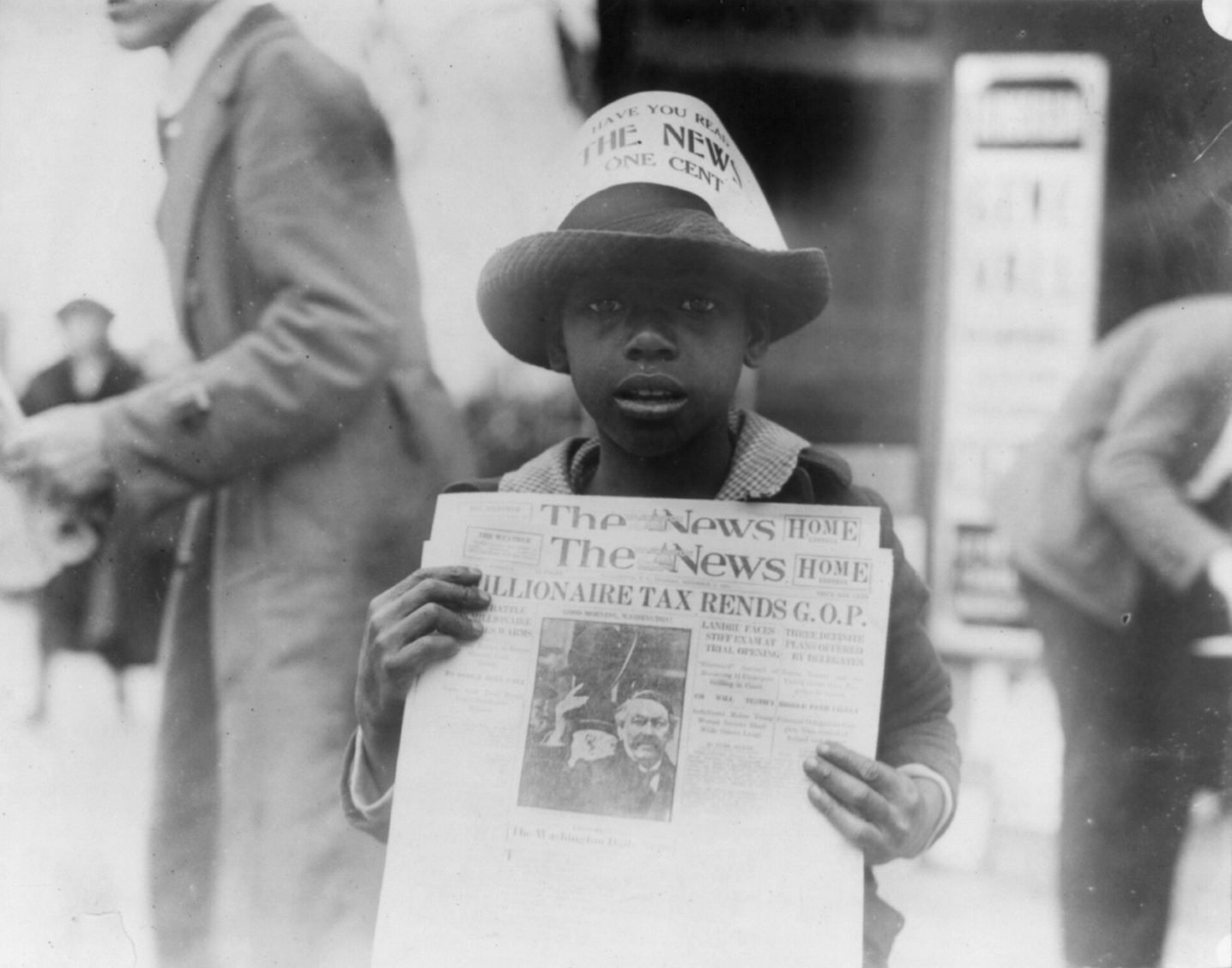
Un chico vendiendo el The Washington Daily News.

The Washington Daily News fue un periódico publicado en Washington D. C. y su área metropolitana de 1921 a 1972. 

## Historia
Publicado por el grupo mediático Scripps-Howard Newspaper Alliance, la primera edición de The Washington Daily News salió el 8 de noviembre de 1921. En agosto de 1972, fue adquirido por su rival Washington Star y poco después se cambió el nombre a Washington Star News. 

## Plantilla
Entre los colaboradores de The Washington Daily News se encuentran el conocido corresponsal de guerra Ernie Pyle, el fotógrafo Premio Premio Pulitzer Bill Beall, y su colega William C. "Bill" Beall, cuyas fotos también aparecían en Life. El humorista gráfico Harold M. Talburt también ganó el Premio Pulitzer en 1933.
Sam Gordon y John T. O'Roarke fueron los directores.